# 越南人民革命党
越南人民革命黨是越南历史上的一個民族主义政党，由陳文恩创建，活動於1940年—1941年，总部设在西贡。

## 著名人物
- 陳文恩（主席）
- 潘克丑
- 楊文教